# Ukraine Juniors 2010
Das Ukraine Juniors 2010 als bedeutendstes internationales Nachwuchsturnier der Ukraine im Badminton fand vom 8. bis zum 11. September 2010 in Dnipropetrowsk statt.

## Sieger und Platzierte
| Disziplin    | Gold                                | Silber                              | Bronze                                  |
| ------------ | ----------------------------------- | ----------------------------------- | --------------------------------------- |
| Herreneinzel | Kyrylo Leonov                       | Sergiy Garist                       | Artur Dzhupina                          |
| Herreneinzel | Kyrylo Leonov                       | Sergiy Garist                       | Tomás Nero                              |
| Dameneinzel  | Natalya Voytsekh                    | Yelyzaveta Zharka                   | Ekaterina Bolotova                      |
| Dameneinzel  | Natalya Voytsekh                    | Yelyzaveta Zharka                   | Natalia Rogova                          |
| Herrendoppel | Gennadiy Natarov Artem Pochtarev    | Sergiy Garist Kyrylo Leonov         | Rafael Lopes Tomás Nero                 |
| Herrendoppel | Gennadiy Natarov Artem Pochtarev    | Sergiy Garist Kyrylo Leonov         | Andrey Dolotov Rodion Kargaev           |
| Damendoppel  | Yuliya Kazarinova Yelyzaveta Zharka | Alina Artamonova Ekaterina Bolotova | Olga Morozova Natalia Rogova            |
| Damendoppel  | Yuliya Kazarinova Yelyzaveta Zharka | Alina Artamonova Ekaterina Bolotova | Anastasiya Dmytryshyn Darya Samarchants |
| Mixed        | Gennadiy Natarov Yuliya Kazarinova  | Sergiy Garist Natalya Voytsekh      | Artur Dzhupina Tetyana Potapenko        |
| Mixed        | Gennadiy Natarov Yuliya Kazarinova  | Sergiy Garist Natalya Voytsekh      | Andriy Zinukhov Viktoriya Gushcha       |